# Santa Maria Madre del Redentore a Tor Bella Monaca
| Basisdaten        | Basisdaten                                        |
| ----------------- | ------------------------------------------------- |
| Patrozinium:      | Heilige Maria Mutter des Erlösers                 |
| Architekt:        | Pierluigi Spadolini Riccardo Morandi              |
| Architekturstil:  |                                                   |
| Titelkirche       | Seit 21. Februar 2001                             |
| Kardinalpriester: | Joseph Zen Ze-kiun                                |
| Bauzeit:          | 1985–1987                                         |
| Kirchweihe:       |                                                   |
| Ritus:            | Römischer Ritus                                   |
| Adresse:          | Viale Duilio Cambellotti, 18, 00133 Roma, Italien |
|                   |                                                   |
| Außenansicht      |                                                   |

Santa Maria Madre del Redentore a Tor Bella Monaca ist eine römisch-katholische Titelkirche in der Zone Torre Angela, Rom. Die Kirche ist der Heiligen Maria Mutter des Erlösers geweiht. Sie ist im Municipio VI gelegen und erinnert äußerlich an ein Zelt.

## Geschichte
Am 1. Oktober 1985 wurde die Pfarrei durch ein Dekret von Kardinalvikar Ugo Poletti gegründet.
Die Kirche wurde vom Architekten Pierluigi Spadolini geplant und das Dach von Riccardo Morandi. Gebaut wurde zwischen 1985 und 1987. Die Kirche wurde 1988 von Papst Johannes Paul II. zur Titelkirche erhoben.
Papst Franziskus besuchte die Kirche am Nachmittag des dritten Fastensonntags, dem 8. März 2015.

## Kardinalpriester
Der aktuelle Kardinalpriester ist der Bischof von Hongkong Joseph Zen Ze-kiun seit 24. März 2006.